# Aeroporto de Ipameri
O Aeroporto Municipal de Ipameri, (código ICAO: SWIP), fica situado no estado de Goiás, município de Ipameri a uma altitude de 832 metros. Tem uma  pista asfaltada de 1 500 metros, com 40 metros de largura, dispondo de iluminação e terminal de passageiros de 263 m². É administrado pelo Governo Estadual de Goiás.
Inaugurado no dia 19 de junho de 2014 pelo governador do Estado de Goiás, tem como principal foco a expansão na economia da cidade, como polo de atração de empresas, principalmente do setor agropecuário.
O aeroporto de Ipameri foi fechado ao tráfego aéreo e retirado da lista de aeroportos brasileiros em 19 de maio de 2020, por decisão ORTARIA nº 1.366/SIA.